# Filière de Strasbourg

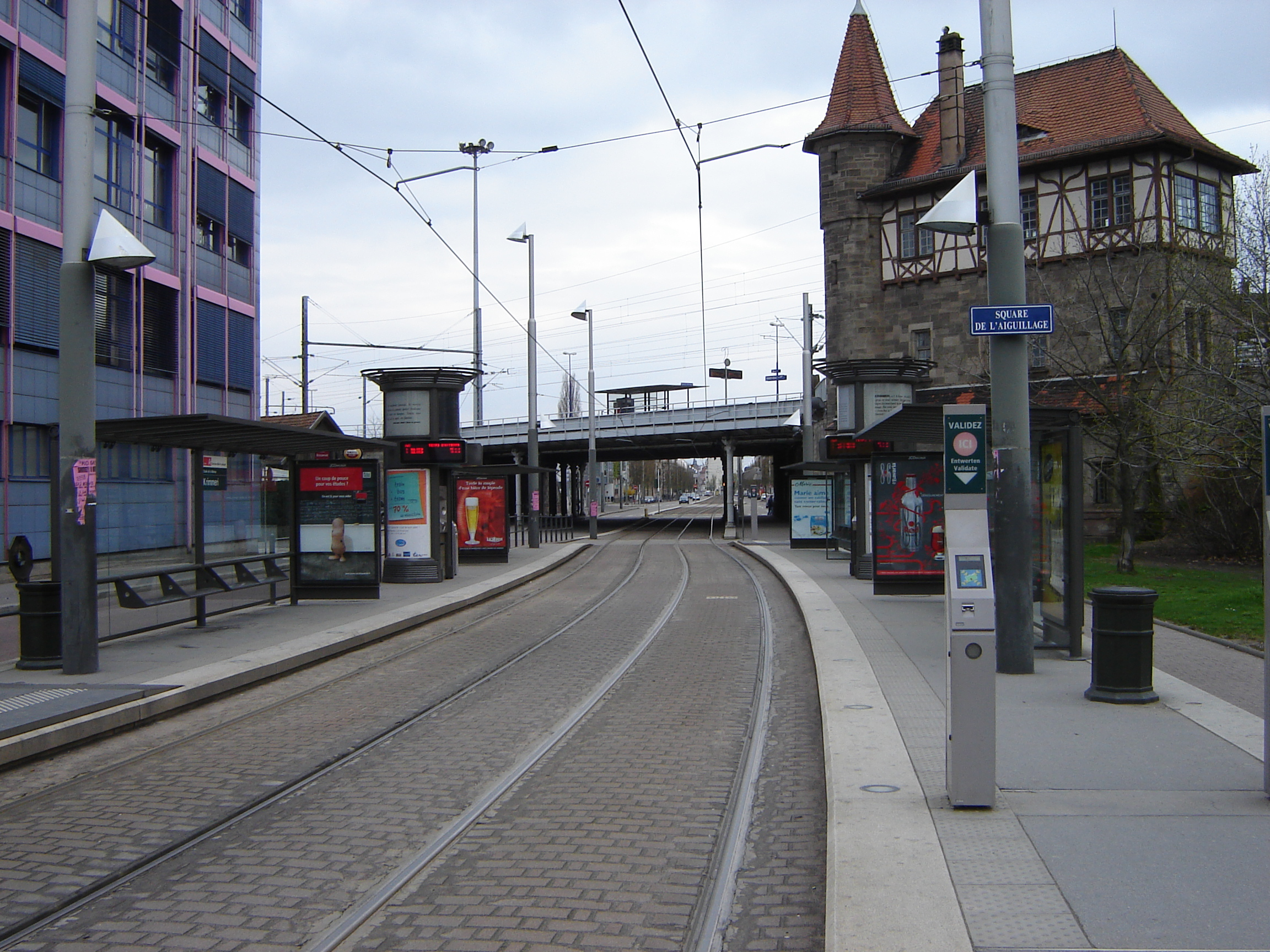
Quartier de la Meinau à Strasbourg, centre de gravité de la filière.

La filière de Strasbourg est une filière salafiste djihadiste française, composée d'une dizaine d'Alsaciens ayant rejoint l'État islamique en Syrie, de 2013 à 2015. En mai 2014, tous les membres de la filière sont rentrés en France ou sont morts sur zone, à l'exception de Foued Mohamed-Aggad qui participe à la tuerie du Bataclan lors des attentats du 13 novembre 2015 à Paris. Trois proches de la première cellule tentent de rejoindre l'État islamique en 2016 mais sont arrêtés en route.
La filière a connu une certaine médiatisation du fait que l'un de ses membres ait participé à la tuerie du Bataclan. Elle s'inscrit dans un contexte local assez favorable au djihad, puisque près de 43 habitants du Bas-Rhin ont été identifiés dans des filières djihadistes, dont une trentaine s'est rendue en Syrie, en faisait l'un des départements français les plus touchés par le phénomène,.

## Départ pour la Syrie

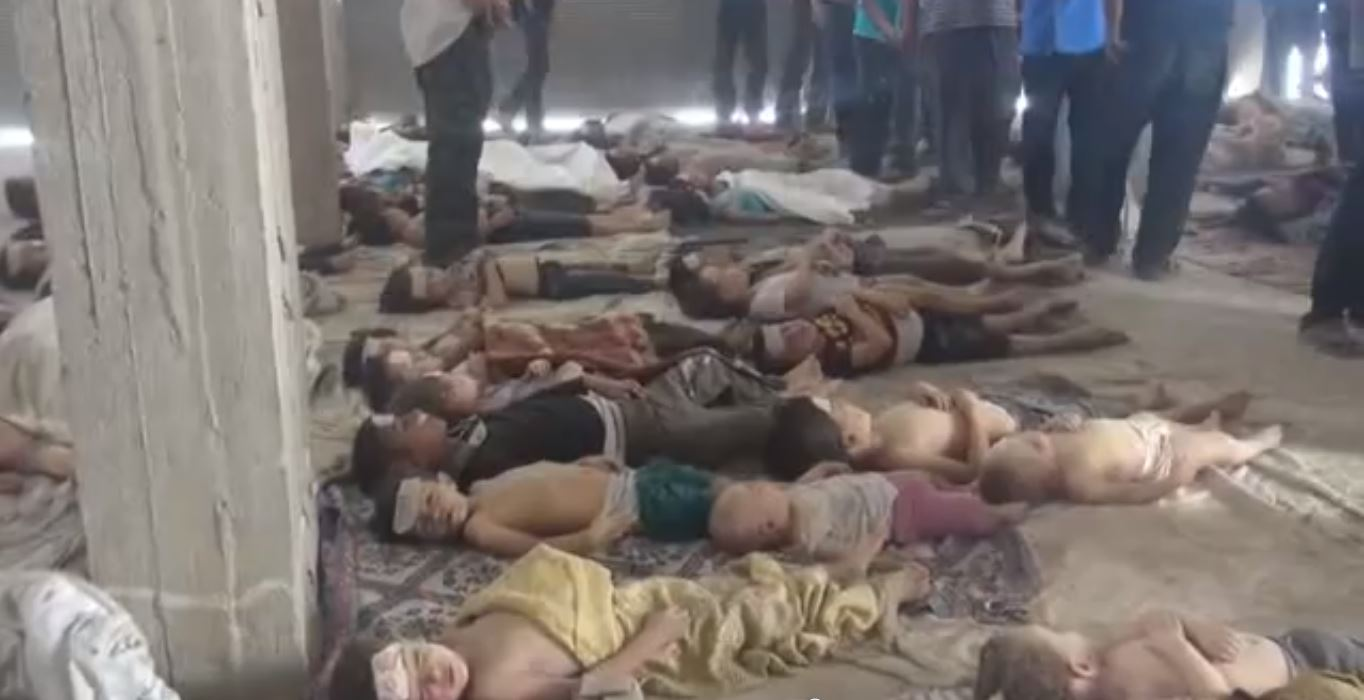
Le massacre de la Ghouta, en août 2013, devient un symbole de l'oppression du régime.

Entre les 13 et 17 décembre 2013, une dizaine de jeunes hommes d'une vingtaine d'années quittent séparément leur domicile avec l'intention de participer à la guerre civile syrienne contre le régime de Bachar el-Assad. Ils ont notamment été influencé par Mourad Farès, qui ambitionne de créer un groupe indépendant de Français. Tous se connaissent et gravitent autour du quartier prioritaire de la Meinau à Strasbourg, bien qu'ils n'en soient pas tous originaires, les frères Mohamed-Aggad venant par exemple de Wissembourg, dans le nord de l'Alsace. 
La plupart d'entre-eux occupaient alors des métiers précaires ou enchainaient des missions d'intérim. On trouve parmi eux un animateur jeunesse, un footballeur, un vendeur, un livreur, un agent d'entretien et deux agents de sécurité, à savoir les frères Boudjellal. Seul Mokhlès D. est connu de la justice et condamné pour recel, violences et trafic de stupéfiants. Tous sont issus de familles musulmanes avec des origines maghrébines, à l'exception d'un qui est d'origine sénégalaise. Le renseignement territorial note à leur propos qu'ils « menaient auparavant une vie normale, avec des loisirs fait de pratiques sportives, sorties en discothèque, et même consommation d'alcool et de tabac ».
Les protagonistes quittent le territoire français pour passer en Allemagne et utilisent différents aéroports afin de rejoindre la Turquie, sans prévenir leur famille, leur faisant parfois croire aller à Dubaï pour un emploi. Ils atterrissent alors à Antalya avant de se rejoindre à Hatay, à la frontière turco-syrienne. Ils traversent la frontière qui est contrôlée par les groupes rebelles opposés au régime syrien, via Kilis,. Alors qu'ils s'attendaient à retrouver leur contact Mourad Farès, celui-ci s'est fait berner par son passeur, qui guide directement les Strasbourgeois vers un camp de l'État islamique en Irak et au Levant (EIIL, ou Daech). Mourad Farès quitte alors l'organisation pour se rapprocher du Front al-Nosra, lié à Al-Qaïda.
L'organisation procède alors à la confiscation de leur téléphone, argent et passeport, puis enquête sur leur motivation. Ils choisissent tous de devenir combattant plutôt que martyr, les deux seuls choix offerts par l'EIIL. Ils prêtent ensuite allégeance à l'organisation et reçoivent un rapide entrainement militaire d'une dizaine de jours. Miloud M. tente de se soustraire à l'entrainement en prétextant une maladie. Il sera, selon sa déposition, emprisonné et humilié durant deux jours (« coups, excréments dans la bouche, éjaculation en plein visage »). Avant la fin du mois de décembre 2013, ils sont séparés et envoyés en mission.

## Au sein de l’État islamique

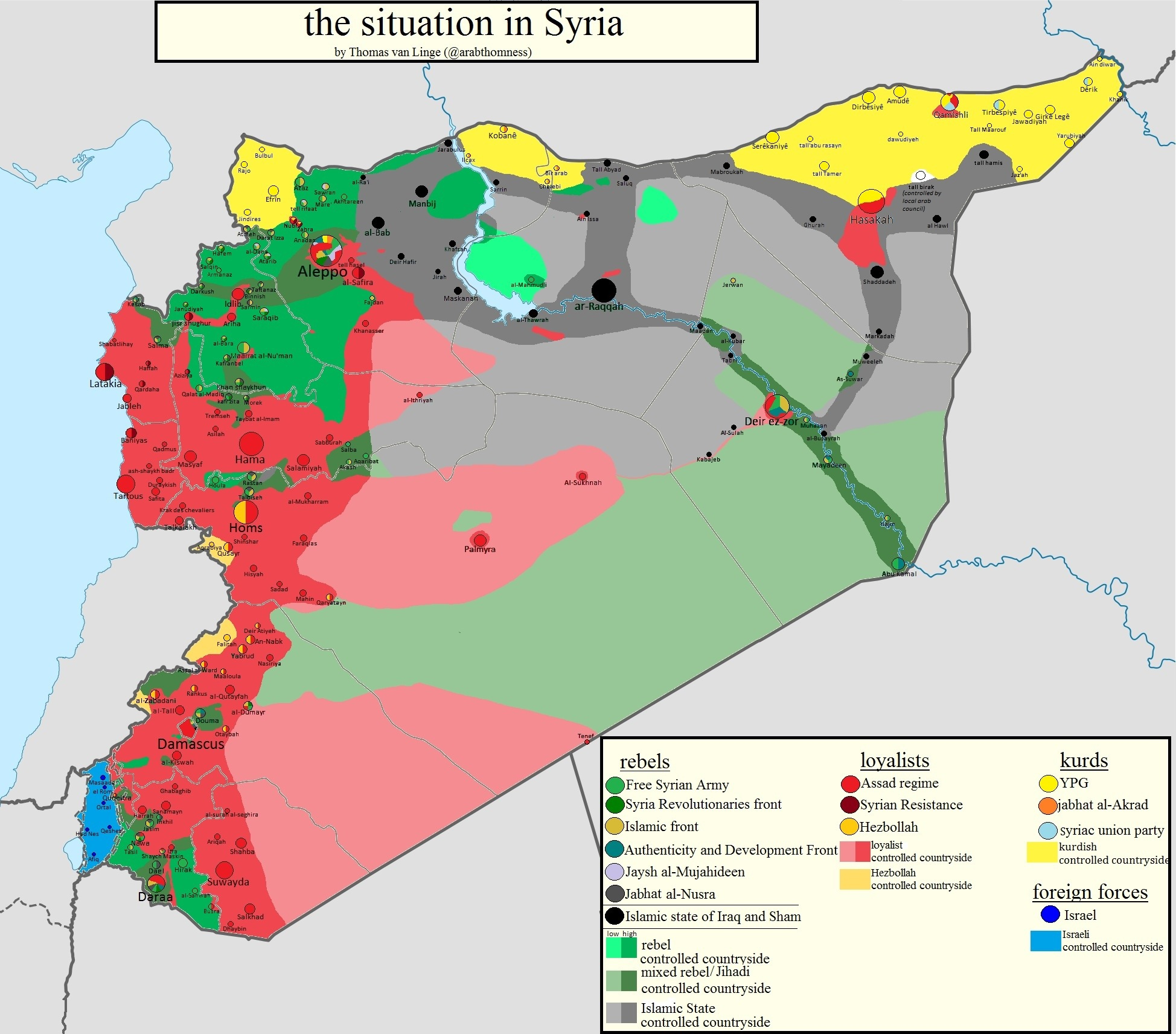
En noir, le territoire contrôlé par Daech en janvier 2014, au moment de la « fitna » avec les groupes rebelles.

Au moment où les Alsaciens arrivent en Syrie, la tension accumulée depuis plusieurs mois entre les différents groupes opposés à Bachar el-Assad se transforme en véritable guerre fratricide. En cause, l'exécution de plusieurs membres rebelles par l'EIIL, notamment un chef de brigade de l'Armée syrienne libre et un combattant d'Ahrar al-Cham, groupe salafiste, car ses bourreaux l'ont cru de confession chiite à tort. Du fait de son extrémisme, le groupe rejoint par les Alsaciens est ainsi de plus en plus indésirable parmi les rebelles, celui-ci appliquant strictement la charia avant la chute du régime syrien, mettant en place sa propre justice, et animé d'une haine violente envers les chiites qu'il chercher à tuer systématiquement. Le 7 janvier 2014, le porte-parole de l'EIIL Abou Mohammed al-Adnani appelle à l'extermination des rebelles syriens, qui lancent une offensive contre l'organisation.
Le 9 janvier 2014, deux frères de la filière alsacienne, Mourad et Yassine Boudjellal, sont tués par des combattants de l'Armée syrienne libre à Alep, vraisemblablement dans des combats pour un barrage tenu par l'EIIL. Dans le même temps, les rebelles syriens chassent l'EIIL de la ville comme de l'ouest du pays. Les autres membres de la filière prennent la fuite pour Raqqa, dans l'est du pays où Daech a supplanté tous ses adversaires pour se retrouver en position hégémonique. Ils s'implantent à Al-Chaddadeh début février 2014, à proximité avec la frontière irakienne. Six d'entre-eux se prennent en photo, armes à la main, dans un snack de la ville, alors que la ligne de front avec le régime syrien est située à proximité, au sud d'Hassaké. Durant leur séjour, ils communiquent avec leurs proches, vantant leurs actions à leurs amis et prenant la pose en tenue de combat. L'un d'entre eux affirme avoir assisté à une crucifixion et exprime sa haine des « kouffars ». Dans leur communication avec leur famille, ils prennent au contraire leur distance avec les exactions du groupe et s'inquiètent des conséquences à attendre de leur retour en France.
S'affirmant dégoutés par cette guerre fratricide, les membres de la filière vont progressivement quitter le pays pour rejoindre la France, entre février et mai 2014. Miloud est le premier à quitter la Syrie, en s'infiltrant au sein d'un convoi qui se dirigeait vers la Turquie, puis franchissant la frontière à pied. Il arrive en France le 27 février. Mokhlès et Banoumou rentrent en France le 12 mars, avec l'aide d'un berger qui fait paitre ses moutons à proximité de la frontière entre la Syrie et la Turquie. Les deux Alsaciens s'accroupissent au milieu du troupeau pour passer la frontière sans se faire repérer.  
D'autres membres de la filière rentrent après avoir été piégés par leurs proches en Turquie ou arrêtés par les forces turques. Karim Mohamed-Aggad est le dernier à quitter le pays alors qu'il aurait tenté de convaincre son petit frère de le suivre. Mais Foued Mohamed-Aggad reste sur zone et devient un combattant zélé de l'organisation, alors que son épouse française l'a rejoint deux mois plus tôt. Dès mars 2014, il menace d'attaquer la France, plusieurs mois avant les premières frappes occidentales visant le groupe. À la tête d'une katiba de 300 hommes, il participe à des exactions, égorge un prisonnier, avant de revenir en France pour prendre part à la tuerie du Bataclan lors des attentats du 13 novembre 2015 à Paris, où il meurt.

## Procès

Situation dans l'est de la Syrie à la mi-mai 2014 : au nord, on aperçoit les lignes du régime syrien à proximité d'Al-Chaddadeh, où sont implantés les Strasbourgeois.

Les sept membres de la filière revenus en France sont tous arrêtés par la police en mai 2014 dans le quartier de la Meinau, après « un mois de filatures, d'écoutes téléphoniques, d'espionnage électronique des mails et des SMS ». Ils sont accusés d'association de malfaiteurs terroristes à caractère délictuelle, et risquent un maximum de dix ans de prison, alors que cinq d'entre eux ont un casier judiciaire vierge. Ils sont jugés par le tribunal correctionnel de Paris, en juillet 2016, et condamnés à des peines allant de six à neuf ans de prisons, contre les huit à dix réclamés par le parquet. Ce dernier fait appel de la décision et le procès en appel, qui se déroule devant la Cour d'appel de Paris en mars 2017, aboutit à des peines plus lourdes, de sept à neuf ans de prison,. Parmi les éléments à charge, on trouve la photo de six des membres de la filière, armés dans un snack d'Al-Chaddadeh, à proximité de la ligne de front avec le régime syrien. Ils démentent cependant avoir combattu. Les journalistes observateurs du procès décrivent deux groupes. Le premier est constitué des quatre prévenus ayant résidé le plus longtemps en Syrie, dont Karim Mohamed-Aggad, et sont condamnés à des peines de neuf à huit ans de prison. Les trois autres, adoptant une posture plus conciliante, sont condamnés à sept ans de prison.
Devant les juges, les accusés se défendent de toute velléité terroriste, et affirment s'être joints aux combats pour « des raisons humanitaires et dans le but de combattre le régime de Bachar el-Assad ». Ils affirment n'avoir jamais cherché à rallier Daech spécifiquement, mais n'importe quel groupe rebelle, sans s'être informés sur la nature des différents groupes. Leurs avocats insistent sur le contexte géopolitique de l'époque, où la « révolution syrienne » est présentée positivement dans les médias et les crimes du régime Assad largement diffusés et dénoncés. Les déclarations du ministre des Affaires étrangères de l'époque, Laurent Fabius, énoncent alors la chute du régime comme un objectif et il vante même les actions du Front Al-Nosra, djihadistes liés à Al-Qaida. Ainsi, selon leur défense, les accusés n'auraient commis aucune trahison envers la France et pouvaient même légitimement avoir le sentiment de combattre dans le même camp qu'elle. Leur retour en France s'effectue avant l'attentat du musée juif de Belgique du 24 mai 2014, le premier attribué à Daech en Europe, et avant les premières frappes françaises de rétorsion contre le groupe, annoncées par François Hollande le 18 septembre 2014. 
Certains des prévenus sont toutefois suspectés de feindre le repenti, notamment Karim Mohamed-Aggad qui est enregistré lors d'une écoute téléphonique où il se dit « fier » des meurtres de son frère au Bataclan pour « venger les musulmans ». De même, sur un téléphone portable saisit par les agents pénitentiaires, Mohamed H. informe un djihadiste alsacien basé en Syrie d'une attaque-suicide imminente de la part de Foued Mohamed-Aggad, à peine un mois avant sa participation à la tuerie du Bataclan. Sur les téléphones de Karim et Mokhlès saisit lors de leur interpellation, on retrouve de la propagande djihadiste, notamment des photomontages d'attentats sur Paris ou des photographies de corps décapités.

## Deuxième cellule
En 2016, trois jeunes hommes sont arrêtés par la police slovène alors qu'ils sont en route pour rejoindre l'organisation État islamique en Syrie. Il s'agit de trois français, deux d'origine turque et l'un marocain, dont le dernier Saïd a été adjoint de sécurité de la police nationale, à Haguenau et Strasbourg, de 2010 à 2014, et par ailleurs joueur au sein du FCE Schirrhein. Ses deux compagnons Alperen et Mustafa sont également originaires de Wissembourg, et le dernier avait déjà tenté de rejoindre la Syrie avec le groupe de Strasbourgeois en décembre 2013 mais avait alors été stoppé par son père à l'aéroport. Le premier a passé un mois en Syrie au sein du Front al-Nosra, affilié à Al-Qaïda, durant l'été 2014. De retour en France, le groupe est arrêté le 17 juin 2017 pour association de malfaiteurs en relation avec une entreprise terroriste.
En juin 2018, les trois hommes sont jugés par le tribunal correctionnel de Paris. Selon l'accusation, « partir pour la Syrie après le 13 novembre 2015, c’est nécessairement partir en pleine adhésion avec l’idéologie mortifère de l’État islamique », d'autant que Saïd et surtout Mustafa sont des amis proches de Foued Mohamed-Aggad, le tueur du Bataclan. Pour le parquet, « loin de les freiner, [le contexte terroriste] semble avoir décuplé leur désir de rejoindre cette organisation, dont le but avoué est de semer la terreur en Occident ». Avant d'être incarcéré en janvier 2017, Mustafa avait été l'un des premiers intégrés au sein du centre de déradicalisation de Pontourny, une expérimentation inédite de réinsertion et un échec notoire. Si Alperen et Mustafa admettent avoir voulu combattre pour Daech, Saïd ne reconnait qu'une affiliation idéologique, et tous démentent toute velléités d'attentats en Europe. Le tribunal condamne Alperen et Mustafa à neuf et huit ans de prison, contre cinq ans pour Saïd. Mustafa sera ensuite déchu de sa nationalité française.

## Déchéance de nationalité
Libéré de prison au cours de l'été 2022, Karim Mohamed-Aggad est déchu de sa nationalité française par décret du Premier ministre le 15 novembre 2023. Il est ensuite arrêté et placé en centre de rétention, en vue de son expulsion. Les autorités françaises estiment qu'il possède la nationalité marocaine ou algérienne, à l'instar de ses parents,. Interrogé par le chercheur Montassir Sakhi et le journaliste Max Fraisier-Roux, l'ancien djihadiste affirme cependant que les autorités des deux pays refusent de le considérer comme l'un de ses ressortissants, en raison de sa naissance sur le territoire français, de son obtention de la nationalité française à l'âge de dix ans, et enfin de l'absence de toute transcription de son acte de naissance au consulat marocain ou au consulat algérien. En conséquence, il pourrait être apatride. Libéré de rétention administrative, il est ensuite assigné à résidence à Lure, à défaut d'expulsion du territoire français. Sa présence dans la ville de Haute-Saône provoque une vague d’inquiétudes, qui l'oblige à changer de commune.
Le 22 mai 2024, Mokhlès Dahbi est déchu de sa nationalité par décret alors qu'il possède également la nationalité marocaine. Le 5 juin 2024, Miloud M. est déchu de sa nationalité française par décret tandis qu'il part s'installer au Maroc dont il possède également la nationalité. La décision est dénoncée par son avocate, qui pointe la détention exemplaire de son client ainsi que ses efforts de réinsertion, citant une création d'entreprise et un mariage en France notamment,.

## Récapitulatif de la filière
| Nom                                               | Naissance | Métier                     | Condamnation    | Sort                     |
| ------------------------------------------------- | --------- | -------------------------- | --------------- | ------------------------ |
| Foued Mohamed-Aggad                               | 1992      | Menuisier                  | X               | Mort le 13 novembre 2015 |
| Karim Mohamed-Aggad Abou Jandal al-Firansi        | 1990      | Caissier                   | 9 ans de prison | Déchéance de nationalité |
| Mourad Boudjellal                                 | 1988      | Agent de sécurité          | X               | Mort le 9 janvier 2014   |
| Yassine Boudjellal                                | 1985      | Agent de sécurité          | X               | Mort le 9 janvier 2014   |
| Redouane T. Abou al-Qaaqaa al-Amazighi al-Firansi | 1989      | Animateur                  | 8 ans de prison |                          |
| Ali H.                                            | 1990      |                            | 8 ans de prison |                          |
| Mohamed H. Abou Oussama al-Firansi                | 1991      |                            | 8 ans de prison |                          |
| Banoumou K.                                       | 1989      |                            | 7 ans de prison |                          |
| Mokhlès D.                                        | 1989      |                            | 7 ans de prison | Déchéance de nationalité |
| Miloud M. Abou Bakr al-Firansi                    | 1989      | Footballeur professionnel  | 7 ans de prison | Déchéance de nationalité |
| Alperen C.                                        | 1995      |                            | 9 ans de prison |                          |
| Mustafa S.                                        | 1992      |                            | 8 ans de prison | Déchéance de nationalité |
| Saïd I.                                           | 1986      | Agent auxiliaire de police | 5 ans de prison |                          |